# Jindra Košťálová
Jindra Košťálová (Checoslovaquia) es una gimnasta artística checoslovaca, campeona del mundo en 1966 en el concurso por equipos.

## Carrera deportiva
En el Mundial de Dortmund 1966 gana el oro en el concurso por equipos, por delante de la Unión Soviética y Japón, siendo sus compañeras de equipo: Věra Čáslavská, Jaroslava Sedláčková, Marianna Krajčírová, Jána Kubičková y Bohumila Řimnáčová.